# خطة تونس الخامسة
خطة تونس الخامسة هي مشروع اقتصادي تنموي نفذته الحكومة التونسية في الفترة من 1977 إلى 1981. خصصت الحكومة حوالي 47% من الاستثمارات لإنجاز مشاريع الخطة.